# الدوري اللبناني الممتاز 2004–05
الدوري اللبناني الممتاز 2004–05 هو الموسم 45 من الدوري اللبناني الممتاز. كان عدد الأندية المشاركة فيه 11، وفاز فيه نادي النجمة اللبناني.